# なぞらえ屋
『なぞらえ屋』（なぞらえや）はら・むうんによる日本の演劇（戯曲）作品。原作および脚本は有里紅良。演出は石山英憲。トータルビジュアルデザイナーは夢来鳥ねむ。

## 概要
社会の少子高齢化と核家族化による世代隔絶によって、21世紀に入ってなお伝承や迷信が軽んじられる風潮に危惧を抱いた、当時の四谷於岩稲荷田宮神社の禰宜が有里にその悩みを打ち明けた事により「現代に通用する新世代の怪談」を創作する試みで製作された作品群である。
四谷於岩稲荷田宮神社への勧進奉納舞台として2009年より初舞台となる『奇巡四谷怪談』（あやめぐりよつやかいだん）の公演が行われた。後に複数作の続編が作られてシリーズとなる。2009年の公演の好評により、2011年の春には新作『不思議底七歌』（ふしぎのななうた）が発表され、夏には電撃文庫より小説（ライトノベル）版『なぞらえ屋秘匿文書・桃と鬼の轍』が発刊され、秋にはスピンオフ作品が公演。また正式な続編の舞台作は2012年の夏頃に公演。
同じく「ら・むうん」の作品である『HAUNTEDじゃんくしょん』に関わり、同劇団と知遇のある声優の千葉繁が特別出演としてレギュラーの一人を演じている。また千葉および有里の知人である声優・俳優が同様の特別出演で出演する事もある。
『HAUNTEDじゃんくしょん』や『ラルフィリア・サーガ』を中核として繋がる「ら・むうん作品群」の中の一つに数えられ、世界観は同作品群のそれに、ほぼ準じている。そのため同作品群に共通して登場するキャラクターが顔を出す事もある。これに関して作品の特徴（作風）についてはら・むうん#作風を参照。
また、同じく「ら・むうん作品」である『セイル』との関連性から『ヒーロークロスラインシリーズ』との関わりが示唆され、同シリーズに関わる用語も頻発する事からこれらシリーズ群と同じ世界観上の作品と誤解される事が多いが、実際は上記の通り『なぞらえ屋』は「ら・むうん作品群」に連結している世界観上の作品であるため「ヒーロークロスラインシリーズ」から見た場合、本作は繋がりの無い平行世界上にある世界の作品となるのが実状である（ヒーロークロスライン世界の世界観設定はヒーロークロスライン#作品共通の世界観を、また「ヒーロークロスライン」と「ら・むうん作品群」との世界観上の関わりについてはセイル#概要を参照）。

## あらすじ
かつて他者が行った失敗をなぞるように、自分も同じ失敗を重ねてしまうこと。これを『轍（てつ）を踏む』と言う。轍。それは車輪のわだち。獣や人が繰り返し歩いた場所が獣道となるように轍が通った道もまた他の車が行きやすく流されやすい場所となる。それは実は車や足に限った話ではない。
人の行動。特に犯罪などの悪しき行いや愚かな短慮、恐れが秘められた一連の行動は、必ず『轍を踏む』ように行動をなぞり同じ悲劇に行き着く者たちが後を絶たない。なぜか新しく出した店が業種や人気の如何に関わらずすぐに潰れてしまう土地。不良の溜まり場、ヤクザの街。自殺の名所に殺人現場。とかく、この世は同じ間違いを犯す者が多いという。それは、かつてその土地で、また不運にも何らかの条件が揃う事によって人の行動に『轍』が敷かれてしまうから。
されど不運に『轍を踏む』事を嘆くにあらず。ここにひとつの裏家業あり。古よりの伝承と現代に至るまでの前例・知識の蓄積。これをもって既に敷かれた『轍』の行く末を読み、意図的に条件を揃えて従来のものとは異なる『轍』を敷き、これをなぞらえる事で来るべき悲劇を回避するために戦うものたちがいた。
問われて名乗るは「なぞらえ屋」。
『轍』が縦横無尽に張り巡らされた人の世で、なぞらえ屋たちは今日も人の世から悲劇を押し止めるために戦う。

## 登場人物
坂東亮輔（ばんどう りょうすけ）
演 - 伊藤夢樹
本作の主人公。高校一年生の男子。関東「なぞらえ屋」の拠点にして元締めでもある「骨董屋・坂東」の孫息子。代々「なぞらえ屋」の総元締めを務める坂東家の後継者であり、本人もまたそのために修行を欠かさぬ「なぞらえ屋」の一人。「なぞらえ屋」として行動するときはコードネームである「小鬼（こき）」を名乗る。プライベートでは坂東（店）の店名が設えられた法被を羽織っていることが多い。
両親（特に母親）もまた優れた「なぞらえ屋」であったが、その仕事の最中の事故により亮輔の目の前で凄惨な最期を遂げる。幼き頃に両親の死を目の当たりにしたことによる心理防御が暴走し「記憶したはずのことを自在に取り出すことができない」という深刻な心因性の記憶障害を患っている。そのハンディキャップを克服するために自身、凄まじいまでのメモ魔となっている。
なぞらえ屋に代々伝わる「人斬れぬ償いの刀」たる妖刀『死尼神（しにがみ）』の担い手であり、いざと言う時、人の償いの心が依頼や事件の鍵となる時にはこれを用いて解決に当たる。
普段は心優しいが（障害のせいで）冴えない凡庸よりも少し下の少年。しかし「なぞらえ屋」としての仕事には厳しく障害を抱えながらも他のメンバーと共に必死に状況に喰らいついて任務をこなしている。障害と心の優しさ（人としての「甘さ」に転化する）や人生経験の乏しさから『轍』を読み違えて自分や仲間に被害を出すことも多い。
榊原真沙美（さかきばら まさみ）
演 - 佐々木ゆか（四谷怪談）、松崎麗美（七歌）
本作のヒロインで亮輔のクラスメート。とある事件で亮輔に助けられ「なぞらえ屋」の存在と、彼の本当の姿を知ることとなる。記憶障害を抱えながらも必死に困難に立ち向かう亮輔の姿に魅かれ、その恩義と好意から彼の力になりたいと考えて常に「骨董屋・坂東」に入り浸っている。ただし当の亮輔は「危険だから」と事件に巻き込みたくないがためにすげない態度をとる場合が多い。
普通の家庭に生まれた、ごく普通の少女であり、思考がどこか能天気で、あまり深いことを考えない。しかし、いざという時には能天気ゆえにスマートかつシンプルな考え方で場を切り抜けたり和ませたりすることが多く、その部分が亮輔にとって救いとなることもある。
花形光剣（はながた みつる）
演 - 神田武（四谷怪談）、内山正則（七歌）
骨董屋「坂東」に所属する「なぞらえ屋」の一人。普段は花形夢一座という大衆演劇の劇団に所属し、夢一座公演による舞台に立つ役者。コードネームは朔月。
いかつい男から力の弱い老人、はたまた絶世の美少女まで、あらゆる役をこなす究極の変身能力の持ち主で「戸籍謄本以外に性別を証明できるものがない」と自称し評されるほど。一応の性別は男性だが常時よりオネエ言葉を好んで用い「かわいい子が大好き」と言い、時に同性愛すらも容認するバイセクシャルな性癖の持ち主。
なぞらえ屋の総本拠を束ねる「大ばば様」直系の孫にあたり、彼自身も坂東の一族である。
山本柾善（やまもと まさし）
演 - 谷口号!
骨董屋「坂東」に所属する「なぞらえ屋」の一人。コードネームは狢。なぞらえ屋仲間からは「むーさん」ともあだ名される。
なぞらえ屋の情報処理を担当する凄腕のハッカー。実家も血筋もなぞらえ屋とは何の関わりも無いが、情報処理社会の到来により新たなる力を求めた厳斎にその腕を見込まれてスカウトされた。
普段は穏やかで人がよく親しみのある人物だが、こと情報処理に関しては厳しく、これを利用した犯罪を絶対に許さない。
左門咲姫（さもん さき）
演 - 平田絵里子
骨董屋「坂東」に所属する「なぞらえ屋」の一人。コードネームは岩姫。
元は「なぞらえ屋」総本拠に所属する巫女の一人で、イワナガヒメとコノハナノサクヤビメの身体的特徴・性質を同時にその身に併せ持つ女性。時になぞらえによって、その二柱の神が持つ異能を振るう事ができる。亮輔を幼い頃から知っており、また亮輔いわく「自分が子供の頃からまったく姿が変わっていない」美人。
村田叶慈（むらた きょうじ）
演 - 橋詰昌弘
四谷にある廃寺「厳宮寺」に勝手に住み着き住職を名乗る破戒僧。骨董屋「坂東」に所属する「なぞらえ屋」の一人。コードネームは般若。
強面スキンヘッドだが、実はスイーツが大好きで甘味にはうるさい。
咲姫を「お嬢」と呼び、コンビを組むことが多い。なぞらえ屋では体術や真言を用い仏門方面の「轍」のエキスパートとして活躍する。
松宮弦也（まつみや げんや）
演 - 大高雄一郎
「骨董屋・坂東」の2階に住みついているジュエリーアーティスト。骨董屋「坂東」に所属する「なぞらえ屋」の一人。コードネームは黒竜。
女性ならば振り向かず憧れずにはおけない絶世の美丈夫で常に美女の引く手あまた。しかし本人にはその気は無く、女性客からの受注に関しては製品の送り届けを亮輔に任せたりすることが多い。常にクールで飄々としており、ある意味で純粋かつ無邪気だが、その部分で女性にはかなり罪作りな人物。また彼の製作するジュエリーには限定的ではあるが魔除けの効果もあり、これを持つ者は何らかの強い感情を持つことが無ければ、悪しき誘惑に惑わされることは無い。
黒髪黒目の容貌を持つが、実は日本人ではなく、松宮弦也としての名前と身分・戸籍は「なぞらえ屋」として活動するために狢（柾善）によって作られた偽戸籍である。そのため時折、日本人なら常識として知っている部分が抜け落ちていることがある。日本国外、特に西洋方面の伝聞・伝承に詳しく、自身がなぞらえ屋になる以前から持つ個人武装としてオリジナルのロンギヌスの槍を持つ。
坂東厳斎（ばんどう げんさい）
演 - 千葉繁（特別出演）
亮輔の祖父。「骨董屋・坂東」の店主。関東一円の「なぞらえ屋」たちを束ねる総元締め。コードネームは「鬼王（きおう）」。
年齢を感じさせないほどに元気過ぎる老人であり、ナンパが得意。「なぞらえ屋」としての力もまた年を経てなお衰えぬ無敵の男。
しかし、かつて自らの『轍』の読み違えにより愛娘と娘婿（亮輔の父母）を喪っており、その事が常に深い心の傷となってうずいている。そのため亮輔には深い愛情を持ちつつも、それに溺れる事無く、コードネームの名の通り「鬼の王」の如く厳しく接している（しかし、それが行き過ぎて亮輔から愛情を疑われてしまうかのような描写もある）。
坂東火月（ばんどう かづき）
演 - 清水マリ（特別出演）
厳斎の姉であり光剣の祖母。「なぞらえ屋」総本山を束ねる大巫女であり、厳斎が唯一、頭の上がらぬ人物。
普段は総本山から外へは出ないが、不穏かつ危険な気配を感じたならば下に発破をかけるために山を降りて「骨董屋・坂東」へと赴く。彼女がやって来ると知ったときには、なぞらえ屋たちは火のつくような大騒ぎとなり、特に厳斎と光剣は即座に逃げ出そうとする（しかし、すぐにつかまって火月に説教を食らわされる）。
総本山の管理者であるがゆえに世間一般とは隔絶された生活を送っているはずだが、所持している携帯電話は最新のスマートフォン(iPhone)であり達人級の操作を見せ、流行に敏感な光剣や柾善すらをも驚愕させる。
坂東深幸（ばんどう みゆき）
演 - 那珂村タカコ
亮輔の実母であり厳斎の娘。故人。優れた「なぞらえ屋」であり「償いの刀」である『死尼神（しにがみ）』の先代の担い手。また、かつて行われた「なぞらえ」によって真沙美とその魂を同じくし共鳴させる。
とある事件に巻き込まれ、実の息子である宗輔・亮輔の兄弟の目の前で業火の炎に焼かれて凄惨なる最期を遂げる。しかし息子の危機に際しては真沙美の前に姿を現し、その解決の鍵となる行動をとる。
坂東宗輔（ばんどう しゅうすけ）
亮輔の実兄。厳斎のもう一人の孫であり深幸のもう一人の息子。亮輔と共に両親の最期に立会い、弟同様に心に深い傷を負った後に「なぞらえ屋」としての宿業を忌み嫌い「骨董屋・坂東」から失踪した。それからの消息は、なぞらえ屋すらも把握できていない（そのため作内では、ほとんどの場面で名前のみ登場する）。
精神を病む前は弟想いの優しい兄であり「なぞらえ屋」総元締の正統後継者であったが、彼の失踪が本来は後継者ではなくまた記憶障害のためにそれが不向きであった亮輔にこれを押し付ける形になっている。

## 舞台公演

### 奇巡四谷怪談
2009年四谷於岩稲荷田宮神社勧進奉納舞台として2009年9月18日から9月20日まで築地本願寺ブディストホールにて公演。なぞらえ屋シリーズの初作であり原作に相当する作品。

#### 四谷怪談あらすじ
なぞらえ屋の元に田宮あきという女性がやって来る。彼女は恋人に裏切られて命を落とし、亡霊となった姉が夜な夜な怪異を起こすのだと訴える。そして、なぞらえ屋に姉の成仏を依頼するあき。なぞらえ屋はこれを『四谷怪談』の轍と見て調査を開始。これを回避するなぞらえとなる、新たなる轍を引く。

#### 四谷怪談ゲストキャスト
主要レギュラーキャラクターのキャストは上記登場人物を参照
- 塩臣摩耶児：伊藤友也
- 田宮あい：雪乃さずき
- 田宮あき：佐藤舞子
- 佐藤直弼：真木雄治
- 伊藤麻衣：橋本京子
- カヲル：奥野沙琴

- 恵美（声）：野村香菜子

#### 四谷怪談スタッフ
- 舞台監督：山崎敦司
- 舞台監督助手・舞台美術：酒巻未由来

- 音楽：MARS
- 音響：伊藤恭介
- 音響助手：亀田亮次・青木臨・荒川恵美子
- 照明プランナー：鈴木悟（株式会社 MOON LIGHT）
- 照明オペレーター：宮之前優美

- 演出助手：AKIRA
- 殺陣指導：伊藤（サブ）雅史
- 演技指導：白石幸長

- 撮影：迫田寿人

- 衣装：桔梗
- 小道具：せいさん
- 大道具製作：夢工房（製作協力：MOVE）

- 協力：菅谷友寿（株式会社 ライツコーポレーション）

- 製作協力：高橋理了
- 製作：佐々木真奈美

### 不思議底七歌
2011年四谷於岩稲荷田宮神社勧進奉納舞台として2011年4月1日から4月3日まで吉祥寺前進座劇場にて公演。
前作である『奇巡四谷怪談』と比してダンスおよびレビューの場面が増えており、それらを見せる事に物語の進行とほぼ同等の重点が置かれている。ただしミュージカルとしての構成ではない。
公演当日は東日本大震災被災者義援金の募金が行われ、後に売上の一部と合わせて日本赤十字社に寄付された。

#### 七歌あらすじ
魔都・東京。なぞらえ屋が本拠を持つ四谷は「骨董屋・坂東」の周囲で不穏な気配と事件が多発する。その裏には人々を神隠しに誘う奇妙なSNS『ALC』の存在があった。そこで配布される携帯電話ゲームに呼応するかのように巻き起こる連続爆弾魔事件。やがてALCが「アリス」とも読める事に気付いたなぞらえ屋はこれを『不思議の国のアリス』の轍と見抜いて調査を開始する。しかし、その裏には最新技術を得て人の心の裏側に潜む悪魔たちの罠があった。

#### 七歌ゲストキャスト
シリーズのレギュラーキャストは上記登場人物を参照。太字のキャラクターは公演中ダブルキャストで演じられたもの。
- 冬鼓：咲田入葉

- みよ（アリス）：あおい未央

- 10/6（帽子屋）：KAZOO（迦琉真PROJECT）/ 伊藤友也
- ヤゥリン（芋虫）：加瀬愛奈 / 古本汐里
- クイーン・ディカラント（白の女王）：吉村和紘 / 山本恭平
- アバリス（デートル・ダム）：松井謙典 / 原洋史
- アバーディ（デートル・ディ）：江畑科菜恵 / 新鹿由美子
- ゲフラビケイット（ハンプティ・ダンプティ）：M@A（迦琉真PROJECT）/ ロバートウォーターマン（LIGHTNING）
- リデル（チェシャ猫）：徳丸奈帆 / 咲田入葉（ダブルキャスト時一人二役）
- ゼックサット（時計兎）：岩崎大輔（迦琉真PROJECT）/西川将史

- 朱野愛鷺：オリヒメヨゾラ
- 六山明人：石津信之
- 藤石：紺野浩史

#### 七歌スタッフ
- 振付：KAZOO
- 音楽：笹本安詞（楽曲提供：MARS）
- 舞台監督：小林智
- 舞台監督助手：湊四朗
- 演出助手：咲田入葉
- 殺陣指導：イトウマサフミ
- 特殊造形：庭山仁毅
- 音響：加茂竜次
- 音響協力：濱湊かつき
- 舞台美術：滝善光
- 照明：小林實
- 衣装：桔梗 凍真桜 竜童紀和 プリンスM 芝浦うらら たこ。 鈴音
- 人形提供：ALLegorica

- 撮影：石井博士
- 撮影アシスタント・CM製作：（東京工芸大学）富岡隆大 村瀬綾嶺 Lee Seung won

- 設定協力：村枝賢一（ヒーロークロスライン）

- 製作：佐々木真奈美 / 橋本京子
- 製作協力：演技集団 朗 / スタジオディーン

### メディア管理スタッフ
- サイト管理：ぽこべぇ

## 小説
『なぞらえ屋秘匿文書』として電撃文庫より発刊されている。執筆は有里紅良。イラストは中嶋敦子。なおキャラクターデザインは夢来鳥ねむによるものがほぼ踏襲されている。
なお、本作はあくまでも原作者の手で行われたノベライズに基づく外伝作であり原作ではない。
有里にとっては『アンダー・ヘブンズふぁみりぃ』から数えて10年ぶりとなる電撃文庫での発刊となった。

### 既刊一覧
- なぞらえ屋秘匿文書 桃と鬼の轍　ISBN 978-4-04-870474-8

舞台「奇巡四谷怪談」で触れられた真沙美の事件の話。